# Lepidochitona iberica
Lepidochitona iberica är en blötdjursart som beskrevs av Kaas och Van Belle 1981. Lepidochitona iberica ingår i släktet Lepidochitona och familjen Ischnochitonidae. Inga underarter finns listade i Catalogue of Life.